# Gray (Tennessee)
Gray és una concentració de població designada pel cens dels Estats Units a l'estat de Tennessee. Segons el cens del 2000 tenia 1.273 habitants.

## Demografia
Segons el cens del 2000, Gray tenia 1.273 habitants, 553 habitatges, i 397 famílies. La densitat de població era de 292,6 habitants/km².
Dels 553 habitatges en un 30% hi vivien nens de menys de 18 anys, en un 57,3% hi vivien parelles casades, en un 12,1% dones solteres, i en un 28,2% no eren unitats familiars. En el 24,2% dels habitatges hi vivien persones soles el 8,7% de les quals corresponia a persones de 65 anys o més que vivien soles. El nombre mitjà de persones vivint en cada habitatge era de 2,3 i el nombre mitjà de persones que vivien en cada família era de 2,73.
Per edats la població es repartia de la següent manera: un 21,6% tenia menys de 18 anys, un 7,9% entre 18 i 24, un 31,2% entre 25 i 44, un 23,5% de 45 a 60 i un 15,9% 65 anys o més.
L'edat mediana era de 38 anys. Per cada 100 dones de 18 o més anys hi havia 86,5 homes.
La renda mediana per habitatge era de 30.469 $ i la renda mediana per família de 40.473 $. Els homes tenien una renda mediana de 28.333 $ mentre que les dones 18.750 $. La renda per capita de la població era de 22.542 $. Entorn del 13,2% de les famílies i el 14,3% de la població estaven per davall del llindar de pobresa.

## Poblacions més properes
El següent diagrama mostra les poblacions més properes.